# August von Platen

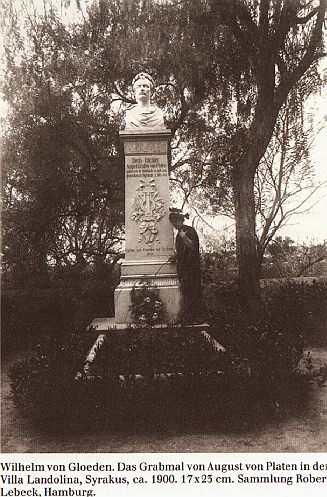
Platenův hrob na Sicílii (1900)

Karl August Georg Maximilian von Platen-Hallermünde (uváděn i von Platen-Hallermund, von Platen nebo jen hrabě Platen, 24. října 1796 Ansbach – 5. prosince 1835 Syrakusy) byl německý básník a dramatik.

## Život
Byl synem vysokého úředníka a pocházel z rujánské větve šlechtické rodiny hrabat von Platen. Studoval na vojenské škole v Mnichově, v armádě však nebyl spokojen. Cestoval po Evropě a studoval na univerzitách ve Würzburgu a Erlangenu, kde se zabýval perskou poezií a prožil několik milostných vzplanutí ke svým spolužákům.
Literární dráhu začal uveřejněním dvou sbírek gazelů (Gazely 1821 a Nové gazely 1823). Na podzim 1824 cestoval poprvé do Benátek a o rok později uveřejnil Sonety z Benátek. Přelom dvacátých a třicátých let poznamenala tzv. Platenova aféra, ostrý spor básníků Platena a Heinricha Heina. Během konfliktu úroveň polemiky poklesla natolik, že Heine zveřejnil von Platenovu homosexualitu, zatímco Platen napadal Heina kvůli jeho židovskému původu.
August von Platen zemřel na Sicílii v důsledku náhlého onemocnění.